# 张澜澜
張瀾瀾（1980年9月23日—），原名張曉雪，中國女歌手、演員及主持人，有「军中第一美女」、中國大陸的「玛丽莲·梦露」之稱。
2008年悄然退出演藝圈，並於同年8月7日成為习远平之妻，即现任中共中央总书记习近平的弟媳。

## 生平
張瀾瀾出生於重慶的一个工人家庭，十几岁时開始學習舞蹈，在15歲時被成都軍區戰旗歌舞團選中，成為主持人兼舞蹈演員。16歲時，張瀾瀾的父親因病去世。
之後，張瀾瀾在全軍文藝匯演中被總政歌舞團看中。接著，在四川電視台擔任主持人。據傳2000年前後在徐才厚帮助下從成都調進北京，張瀾瀾成為總政歌舞團首席主持人。之後，張瀾瀾經常擔任黨和國家，以及解放軍重大慶典晚會的主持人。

不久，央視《舞蹈世界》欄目邀請張瀾瀾擔任客座主持人。接著，張與兩位央視主持人主持了第二屆CCTV杯電視舞蹈大賽，后又主持了中央軍委的春節聯歡晚會。后來進軍影視圈，連續接拍了多部电视连续剧。2008年，她登上央視春晚舞台，演唱歌曲《一家人》。之後，張瀾瀾突然消失于公眾視野當中。 

### 家庭生活
张澜澜与中国中央电视台員工陳丹有過一段短暫的婚史，二人于2005年离婚。
2014年10月15日是中共中央总书记习近平父亲习仲勋101歲冥誕，习远平刊发專文《梢林美丽》談了個人家庭：2005年，他與张澜澜恋爱；2008年北京奧運會前夕共組家庭，他還說:“我们面对一些误解乃至中伤时，懒于理会，往往一笑置之。”並附上一張夫妻倆和母親齊心的合照。此外，習遠平透露，2014年7月，他專程與張瀾瀾一起到西安看望劉志丹的女兒劉力貞及其丈夫張光。

## 作品

### 電影
| 年 份  | 片 名      | 角 色        | 合 作 演 員                    |
| ------ | ---------- | ------------ | ------------------------------ |
| 1994年 | 少林好小子 | 賓館女服務員 | 李蒙、朱茵、郭晋安、李丽丽等等 |

### 电视连续剧
| 年 份  | 片 名                      | 角 色    | 合 作 演 員                                    |
| ------ | -------------------------- | -------- | ---------------------------------------------- |
| 1996年 | 呼嘯山鄉                   | 翠兒     | 苗圃、白樂安、鄭君、李萬年等                   |
| 2002年 | 乾隆王朝                   | 黃杏兒   | 焦晃、沙溢、修宗迪、陈锐等                     |
| 2002年 | 春花秋月                   | 霍雨涵   | 馬景濤、周里京、王伯昭、朱铁、傅程鹏等         |
| 2003年 | 江山風雨情                 | 陳圓圓   | 唐国强、王剛、鲍国安、牛莉、陈道明等           |
| 2004年 | 護花奇緣                   | 胡嬌     | 吳孟達、秦嵐、邱心志、张亚坤、黄一飞、陈继铭等 |
| 2005年 | 致命陷阱（又名：非常报道） | 苏丽娜   | 万弘杰、尤勇、徐路、江涛等                     |
| 2005年 | 濟公新傳                   | 錢英     | 張默、张国立、韩雨芹、李耕等                   |
| 2007年 | 贞观长歌                   | 安康公主 | 唐国强、聂远、張鐵林、杜志国等                 |

### 音樂
| 張瀾瀾演唱的歌曲 | 張瀾瀾演唱的歌曲                   | 張瀾瀾演唱的歌曲 | 張瀾瀾演唱的歌曲 |
| 曲序             | 曲目                               |                  | 作曲             |
| ---------------- | ---------------------------------- | ---------------- | ---------------- |
| 1.               | 谁的梦向天阙（《贞观长歌》片尾曲） | 朱海             | 王黎光           |
| 2.               | 一家人                             | 周志昌           | 韩星洲           |
| 3.               | 千年不变的美丽（《贞观长歌》插曲） | 岳小琦           | 丁薇             |
| 4.               | 现在                               | 鄔裕康           | 呂紹淳           |
| 5.               | 天生本性                           | 王俞方           | 賴正芬（賴心瑩） |

## 婚後消息大量减少
大量网站报道習遠平时都曾经登出习远平、张澜澜的夫妻合照，但这些文章當年大部分被删除。
2014年10月18日，海外《中国数字时代》網站披露時任中共中央宣傳部部長劉雲山主導的文宣系统下令：全网查删（包括中央媒体）《习远平：梢林美丽》、《习远平撰文忆父亲 与妻子张澜澜合影曝光》兩篇文章。
不过该文在原属八大民主党派的中国民主同盟（简称「民盟」）主办、后改由中共中央直管的光明日报，仍可看到光明日报附属报刊文摘报2014年的原始全文。。
2024年之後，在百度等搜尋引擎已能找到部分關於張瀾瀾的內容，介紹了她的戲劇作品、剧照，並註記是2007年的消息。。

## 家庭
- 丈夫：习远平
- 姐：张姗姗，原名张晓雨

## 外部連結
- 央視網娛樂頻道：张澜澜个人简介（页面存档备份，存于）